# Филодем
Филодем из Гадаре (стгрч. ΦιλοδημοςΦιλοδημος, око 110. п. н. е., Гадара - око 40. или 35. п. н. е., Херкуланум) - старогрчки епикурејски филозоф и песник. Студирао је код Зенона Сидонског у Атини, затим је живео у Риму и Херкулануму.
Филодем је углавном био познат као аутор песама у Палатинској антологији, али су почетком 18. века пронађени фрагменти његових многих других дела о етици, теологији, реторици, музици, поезији и историји различитих филозофских школа. 
Сачувани фрагменти о музици не садрже никакво доследно музичко теоријско учење. Главни Филодемов патос је критика традиционалних етичких и филозофских концепата музике са становишта епикурејства.